# Sude
De Sude is een rivier in Duitsland. De stroom ontspringt in een bos tussen Renzow en Groß Welzin, loopt door de Dümmersee en mondt uit in de Elbe. Vroeger mondde de rivier bij Gothmann in de Elbe uit, maar in 1983 werd de loop van de rivier bij de haven van Boizenburg/Elbe verlegd, zodat de Boize nu een zijrivier van de Sude is.

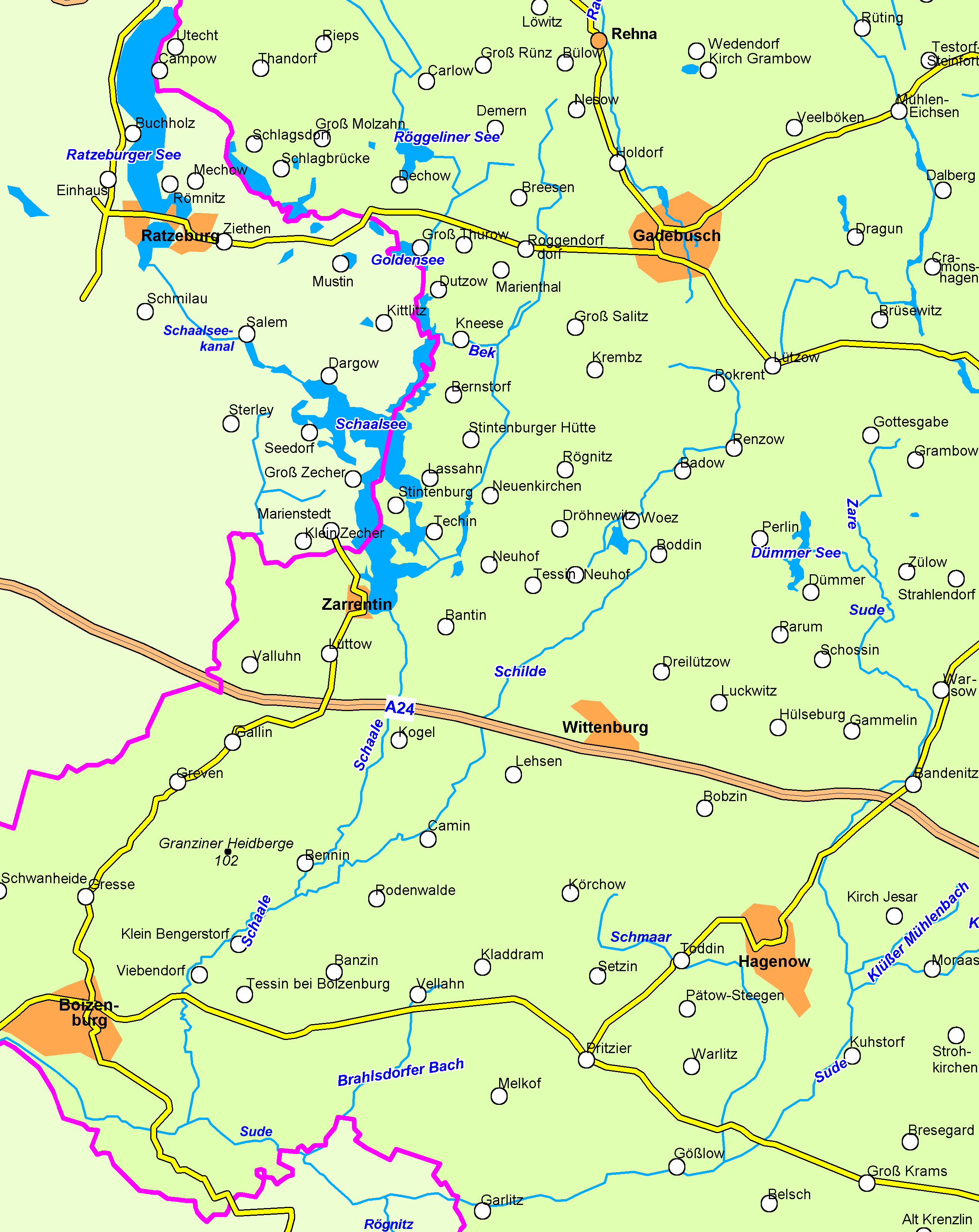
Schilde, Schaale, Sude, Schmaar, Zare, Schaalsee en Ratzeburger See.